# 반려동물미용사
반려동물미용사는 반려동물을 가꾸고 치장하는데 관련된 서비스를 제공하는 서비스업이다.

## 개요
고객과 동물 털의 커트 모양에 대해 상담한 후 작업방식을 정한다. 반려동물의 털상태 및 건강상태를 확인한다. 건강상태가 나쁜 경우 고객에게 알려 수의사에게 적절한 치료를 받게 한다. 샴푸와 린스를 사용하여 반려동물을 목욕시킨다. 드라이어를 사용하여 털을 말리고 털이 긴 동물은 트리밍을 한다. 빗과 머리핀을 사용하여 고객이 원하는 형태로 고정시킨 후 귀청소를 하고 발톱을 깍는다. 스포팅(몸털만 제거 다리털 커트), 서머마이애미, 로열터치 등을 자르는 기법을 이용해 반려동물의 균형을 고려하여 잘라준다. 털제거, 빗질 등을 마무리 작업을 한다. 고객의 요청에 따라 염색약품을 배합하여 털을 염색한다.

## 정보
- 산업분류 : 축산, 애완동물미용
- 정규교육 : 9년 초과 ~ 12년 이하(고등학교 졸업 정도)
- 숙련기간 : 4년 초과 ~ 10년 이하
- 직무기능 : 자료(조정) / 사람(서비스제공) / 사물(유지)
- 작업강도 : 보통 작업
- 육체활동 : 손사용, 시각, 청각
- 작업장소 : 실내·외
- 직업예시 : 반려견스타일리스틔
- 직무코드 : 1215